# Molluginaceae
Famille
Classification APG III (2009)
La famille des Molluginacées regroupe des plantes dicotylédones ; elle comprend une centaine d'espèces réparties en 6 à 15 genres.
Ce sont essentiellement des plantes herbacées ou des arbustes, annuels ou pérennes, principalement des régions subtropicales à tropicales de l'hémisphère sud.

## Étymologie
Le nom vient du genre type Mollugo dérivé du latin mollis, mou, et du suffixe -ago, « état ; comme », en référence à l'espèce Galium mollugo (Rubiaceae), à laquelle il ressemble en raison de ses feuilles verticillées.

## Liste des genres
Selon Angiosperm Phylogeny Website (2 fév. 2017) :
- Adenogramma (en) Reichenbach
- Coelanthum (en) Fenzl
- Glinus (en) L.
- Hypertelis Fenzl
- Mollugo (en) L.
- Paramollugo Thulin
- Pharnaceum (en) L.
- Polpoda (es) C. Presl
- Psammotropha (es) Ecklund & Zeyher
- Suessenguthiella (en) Friedrich
- Trigastrotheca (en) F. Mueller

Selon NCBI (2 fév. 2017) :
- Adenogramma
- Coelanthum
- Glinus
- Glischrothamnus (es)
- Hypertelis
- Mollugo
- Pharnaceum
- Polpoda
- Psammotropha
- Suessenguthiella

Selon ITIS (2 fév. 2017) :
- Glinus L.
- Mollugo L.

Selon DELTA Angio (3 mai 2010) :
- Adenogramma
- Coelanthum
- Corbichonia
- Corrigiola
- Glinus
- Glischrothamnus
- Hypertelis
- Limeum (en)
- Macarthuria (en)
- Mollugo
- Pharnaceum
- Polpoda
- Psammotropha
- Suessenguthiella
- Telephium (en)

## Liste des espèces
Selon NCBI (3 mai 2010) :
- genre Adenogramma
  - Adenogramma lichtensteiniana
  - Adenogramma sp. Goldblatt 11515
- genre Glinus
  - Glinus lotoides
- genre Glischrothamnus
  - Glischrothamnus ulei
- genre Mollugo
  - Mollugo brevipes
  - Mollugo cerviana
  - Mollugo pentaphylla
  - Mollugo stricta
  - Mollugo verticillata
- genre Pharnaceum
  - Pharnaceum sp. Forest 520
  - Pharnaceum sp. Goldblatt 11511
- genre Suessenguthiella
  - Suessenguthiella scleranthoides